# Casino Royal
Casino Royal é um programa humorístico da autoria de Herman José, emitido pela RTP1 em 1990. A acção desenrola-se em plena Segunda Guerra Mundial, num casino lisboeta frequentado por espiões das várias potências europeias. Com a realização a cargo de Nuno Teixeira e o famoso genérico escrito e composto por Herman e por Rosa Lobato Faria, teve a sua estreia a 22 de Janeiro de 1990 e é até hoje uma das séries de humor mais aclamadas do comediante português.

## Enredo
Numa Lisboa palco de jogos de espionagem internacional, o casino Royal torna-se um ponto de encontro para os diversos agentes destacados para a capital portuguesa. O seu proprietário, Artur Royal, é arrastado para a intriga pelo amigo inglês Philip, ao descobrir que Alverca, um dos seus mais estimados funcionários, trabalha secretamente para a Alemanha nazi. Terá de se submeter a esforços imprevistos quando decide disfarçar-se de sevilhana para conseguir extrair o máximo de informação possível ao espião de Hitler.
Pelos corredores do casino as chantagens e extorsões são prática recorrente. Desde as hormonas masculinas de Ivete Carina a um tórrido amor vivido no esgoto das instalações, ninguém parece disposto a parar até atingir os seus objectivos. Uma história hilariante repleta de mulheres barbudas, planos de submarinos, garrafas de "pitróil", castelhanas de bigode e muito, muito cafezinho com leite.

## Personagens
Família Royal - Proprietária do casino:
- Artur Royal (Herman José) - Abastado dono do casino, sob grande pressão de Londres para adquirir documentação nazi. Recorre frequentemente ao seu alter ego, a espanhola Mari Carmen, para adquirir os mais variados planos militares alemães.
- Maria Celeste (Ana Bola) - Esposa de Artur, senhora ingénia e espirituosa.
- Ivete Carina (Rita Blanco) - Filha rebelde do casal, jovem promíscua apaixonada por Trafaria.
- Crispim (Herman José): Porteiro do casino e alcoólico com devaneios de filósofo. Irmão de Artur.
- Gradivia Pepracova (Herman José): Russa czarista exilada no Seixal. Mãe de Natasha Smirnova e mãe biológica de Ivete Carina.

Funcionários do casino - Responsáveis pela manutenção das instalações e o atendimento dos clientes:
- Cachucho (José Pedro Gomes) - Fiel servidor de Artur Royal, residente nas catacumbas do casino.
- Trafaria (Vítor de Sousa) - Croupier do casino, responsável pela roleta.
- Maribel (Maria Vieira) - Vendedora de tabaco e doces, esposa de Trafaria.
- Alverca (Nuno Melo) - Agente secreto do Terceiro Reich, apaixonado por Mari Carmen.

Espiões internacionais - Ao serviço das várias potências europeias, dedicados à guerra silenciosa das intrigas e dos segredos militares:
- Philip (Filipe Ferrer) - Espião inglês, amigo de Artur Royal. Antigo amante de Ivete Carina.
- Zizi Lautrec (Lídia Franco) - Espia francesa, intensamente apaixonada por Artur Royal.

- Natasha Smirnova (São José Lapa) - Espia russa, namorada de Cachucho.
- Brambilla Pesterosa (Margarida Carpinteiro) - Espia italiana, personagem inigmática com um segredo suspeito.
- Adolph Hitler (Herman José): O próprio chanceler alemão, enamorado de Maria Celeste.

Alter egos espanhóis - O que parecia ser uma vez sem exemplo, torna-se numa bola de neve de mentiras e disfarces. À andaluza Mari Carmen juntam-se assim, no combate aos agentes do Reich, um grupo de sevilhanas encarnadas pelos vários colaboradores de Royal.
- Mari Carmen (Royal) - Cantora espanhola.
- Mariquita (Cachucho) - Advogada de Mari Carmen.
- Filipa (Philip) - Mãe de Mari Carmen.
- Lola (Trafaria) - Notária do terceiro cartório de Badajoz.

## Convidados e Informações dos Episódios
A série contou com a participação especial de vários cantores e actores portugueses. Embora raramente envolvidos no enredo, muitos deram a Casino Royal a cor do espectáculo, sendo característico do programa ter em todos os episódios um momento musical. A Artur Royal, Crispim ou Mari Carmen, juntaram-se assim nomes como:
- Episódio 1:
  - Artista Convidada - Simone de Oliveira ("Adeus" - letra: José Galhardo e música: Raúl Ferrão)
  - Artur Royal ("Sonho de Amor" - letra : Silva Tavares e música: António Melo)

- Episódio 2:
  - Artista Convidada - Cândida Branca Flor ("Na minha aldeia" - letra: Silva Tavares e música: Belo Marques)
  - Artur Royal ("Concerto d'automno" - letra e música: Bangoni-Panzuti)
- Marina Mota
- Joel Branco
- Alexandra
- Helena Vieira
- Carlos Guilherme
- Maria Viana
- Lena d'Água
- Maria de Lurdes Resende
- João Braga
- Rui Veloso
- Lara Li